# 蒂姆琴基 (丘胡伊夫區)
49°45′11″N 36°8′51″E / 49.75306°N 36.14750°E
蒂姆琴基（烏克蘭語：Тимченки）是位於烏克蘭東部的村莊，由哈爾科夫州丘胡伊夫区的茲米伊夫市鎮負責管轄。該村始建於1861年，面積1.31平方公里，海拔高度91米，2001年人口800，人口密度每平方公里698.7人。